# Arshak Makichyan
Arshak Makichyan (2 de junio de 1994) es un activista contra el cambio climático y la guerra armenio.

## Biografía
Inspirado en la labor de Greta Thunberg, Makichyan logró notoriedad al organizar por su propia cuenta una huelga escolar por el clima cada viernes en la plaza Pushkin de Moscú, actividad que se prolongó durante más de cuarenta semanas. En Rusia, las protestas individuales son lícitas, pero todo lo que sea de mayor envergadura requiere permiso policial. Makichyan ha solicitado celebrar una manifestación más grande sin éxito en varias ocasiones.
Su labor de activismo logró incentivar la participación de multitudes para participar en la huelga escolar por el clima, incluyendo otras reuniones unipersonales en Moscú. En diciembre de 2019 fue encarcelado durante seis días, horas después de regresar de Madrid, España, donde se presentó como portavoz en la Conferencia de las Naciones Unidas sobre el Cambio Climático de 2019 (COP 25).

### Postura sobre la invasión rusa de Ucrania
Tras la invasión rusa de Ucrania en 2022, debió abandonar el país y utilizar publicidad con temática ambiental para incluir mensajes en contra de la guerra y de la invasión, ya que no puedo encontrar una tienda que imprimiera la palabra "guerra". Se desempeñaba de manera constante como activista a través de las redes sociales, hasta que su labor se vio truncada después de que la invasión rusa provocara el bloqueo de algunos sitios web en Rusia.
Después de tener que abandonar el país, fue juzgado mientras estaba exiliado en Alemania, perdiendo como resultado su ciudadanía rusa. El Tribunal lo acusa de proporcionar información falsa sobre sí mismo cuando solicitó su ciudadanía rusa en 2004, a pesar de tener solo 10 años en ese momento.